# Číčovice
Číčovice település Csehországban, Nyugat-prágai járásban. Číčovice Zájezd, Makotřasy, Libochovičky, Okoř, Lichoceves, Středokluky és Tuchoměřice településekkel határos. Lakosainak száma 320 fő (2024. január 1.).

## Népesség
A település lakosságának változását az alábbi diagram mutatja:
| Lakosok száma | 452  | 516  | 449  | 327  | 297  | 261  | 286  | 304  | 292  | 320  |
|               | 1869 | 1890 | 1921 | 1950 | 1980 | 2001 | 2017 | 2019 | 2022 | 2024 |